# 皮劳级小巡洋舰
皮劳级小巡洋舰（德語：Pillau-Klasse）是第一次世界大战前在德国建造的两艘小巡洋舰的船级。该船级由首舰皮劳号和末舰埃尔宾号所共同组成。它们最初是由俄罗斯帝国海军于1912年订购，并由但泽的碩效船厂承建。然而，随着第一次世界大战的爆发，德意志帝国海军在这些舰只完工之前没收了它们。这些舰只在设计上与其它德国小巡洋舰类似，但缺乏水线装甲带。它们是首批装备150毫米45倍径速射炮的德国小巡洋舰，各有八门作为主舰炮。两艘舰的最高速度则为27.5节。
两艘同级舰在德国公海舰队内得到了广泛的运用。皮劳号于1915年8月参加了里加湾海战，埃尔宾号也于1916年4月参加了炮击雅茅斯及洛斯托夫特的行动。在接下来的一个月，两艘舰都于日德兰海战中经历了激烈的战斗，并由埃尔宾号取得了交战双方的首发命中。而在混乱的夜战中，德国战列舰波森号不慎撞上了埃尔宾号，使它无法动弹，并导致其船员被迫凿沉舰只。皮劳号则继续随舰队服役直至战争结束。随着德国战败，它作为战利舰被割让予意大利，并更名为“巴里号”（Bari）。舰只在意大利皇家海军服役直至1943年6月，然后被美国陆军航空兵轰炸机击沉于利沃诺，并最终在1948年拆解报废。

## 设计
1912年，俄罗斯帝国海军寻求建造两艘轻巡洋舰，并由但泽的希肖船厂赢得了建造合同。俄国海军在最初订购时为两艘舰只拟定的名称分别为“穆拉维约夫·阿穆尔斯基号”（Муравьёв Амурский）和“涅韦利斯科伊将军号”（Адмирал Невельской）。它们于1913年开始架设龙骨；其中穆拉维约夫·阿穆尔斯基号于1914年4月11日下水，之后展开舾装工作。随着第一次世界大战爆发，两艘舰只于1914年8月5日被德意志帝国海军强占，并分别以弗里舍泻湖畔的两座城市——皮劳和埃尔宾命名。埃尔宾号随后于1914年11月21日下水。至1914年12月14日，皮劳号率先投入公海舰队使用，埃尔宾号则于1915年9月4日完工。

### 整体特征及机械装置
皮劳级舰只的水线长度和全长分别为134.30（440英尺7英寸）和135.30（443英尺11英寸），有13.6（44英尺7英寸）的舷宽，以及5.98（19英尺7英寸）的前吃水和5.31（17英尺5英寸）的后吃水。它们的设计排水量为4,390公噸（4,320長噸），满载排水量则可达5,252公噸（5,169長噸）。船体采用纵横钢框架构造，设有十六个水密舱室和一个占龙骨长度比重为51%的双层船底。
皮劳级舰只的标准船员编制为21名军官和421名水兵。它们还配备有一些小型舰载艇，其中包括1艘哨艇、1艘驳船、2艘高低桅帆船和2艘小划艇。它们是良好的远洋船具，但相当僵硬且颠簸严重。舰只机动灵活，但入弯迟缓。转向由单台大型舵机控制。它们在逆浪中的速度损失较小，但在满舵时的降速则高达60%。
皮劳级舰只的推进系统由两台船用蒸汽轮机组成，各负责驱动一副直径为3.50（11英尺6英寸）的三叶螺旋桨。它们的的额定功率为30,000匹軸馬力（22,371千瓦特）。蒸汽由六台燃煤雅鲁式水管锅炉和四台燃油雅鲁式水管锅炉供应，它们被集成至中心线上的三座烟囱。这使得舰只的最高速度可达27.5節（50.9每小時）。两艘同级舰所设计的燃煤和燃油贮存量分别为620公噸（610長噸）和580公噸（570長噸），允许它们以12節（22每小時）的速度续航4,300海里（8,000）。每艘舰只各有三台涡轮发电机，可在220伏特的电压下输出功率为360千瓦特（480匹馬力）的综合电力。

### 武器及装甲
根据规划，这些舰只将配备由俄国设计的八门130毫米55倍径速射炮和四门63毫米38倍径炮。在它们被德国海军强占后，规划中的武器被修改为跟随德国新式小巡洋舰的标准化配置。德国小巡洋舰以往使用的105毫米45倍径速射炮标准曾得到考虑，但因当局青睐于更大型的武器而被放弃。完工后，这些舰只配备了八门单座安装的150毫米45倍径速射炮作为主舰炮。其中两门并排布置在艏艛前方，四门设于舰舯、每边各一对，以及两门并排布置在舰艉。它们亦因此成为首批装备150毫米炮的德国小巡洋舰。这些舰炮的射程为17,600（19,200碼），共配备有1024发弹药。皮劳号和埃尔宾号的副炮则为52毫米55倍径速射炮，但其后被两门88毫米45倍径速射炮所取代。此外，它们还在甲板上安装有两具500（19.7英寸）鱼雷管。两艘同级舰同样能够携带120枚水雷。
由于它们是为俄国海军订购和设计的，因此这些舰只并无德国在同期设计的水线装甲带。在装甲保护方面，司令塔的侧部有75（3.0英寸）厚、顶部为50（2.0英寸）厚。甲板的前部覆盖有80（3.1英寸）厚的装甲板，至后部则弱化为20（0.79英寸）。40（1.6英寸）厚的斜面装甲负责为舰只两侧的上部提供保护。主炮还配备有厚度为50（2.0英寸）的炮挡。

## 同级舰

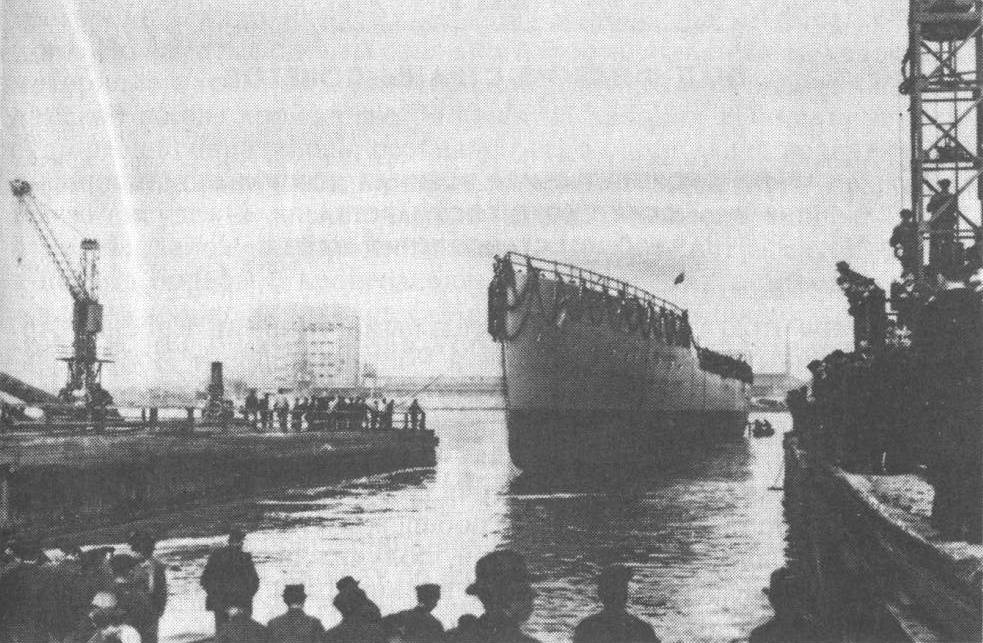
穆拉维约夫·阿穆尔斯基号的下水

| 舰只                                 | 造船厂       | 命名来源 | 架设日期 | 下水日期       | 入役日期       | 结局                                      |
| ------------------------------------ | ------------ | -------- | -------- | -------------- | -------------- | ----------------------------------------- |
| 皮劳号 （前穆拉维约夫·阿穆尔斯基号） | 但泽希肖船厂 | 皮劳     | 1913年   | 1914年4月11日  | 1914年12月14日 | 一战后割让予意大利，至1943年6月28日遭击沉 |
| 埃尔宾号 （前涅韦利斯科伊将军号）    | 但泽希肖船厂 | 埃尔宾   | 1913年   | 1914年11月21日 | 1915年9月4日   | 1916年6月1日凿沉于日德兰海战              |

## 服役历史

### 皮劳号
皮劳号的大部分职业生涯都是在第二侦察集群度过，并在北海及波罗的海均有过行动。1915年8月，它参加了针对俄国海军的里加湾海战，后又于1916年5月31日至6月1日爆发的日德兰海战中经历了激烈的战斗。它在交战期间曾被一枚大口径炮弹击中，但仅受到中度破坏。海战结束后，它还协助受损严重的战列巡洋舰塞德利茨号于6月2日返抵港口。舰只也参加了第二次黑尔戈兰海战，但在交锋中没有受损。在战争的最后几周里，皮劳号被派往公海舰队执行最终作战计划，但舰队内爆发的大规模叛变迫使行动被取消。
一战结束后，皮劳号作为战利舰于1920年被割让予意大利。它更名为“巴里号”（Bari）于1924年1月正式投入意大利皇家海军服役。在接下来的二十年间，舰只经历了多次改造和重建。至第二次世界大战初期，它在地中海的几次战役中曾为意大利军队提供火炮支援。1943年，巴里号被指定担任防空舰，但在等待改造期间，它于1943年6月在利沃诺被美国陆军航空兵轰炸机击沉。残骸于1944年被德国人部分报废，并最终于1948年1月作打捞拆解。

### 埃尔宾号
埃尔宾号在其服役生涯中仅参加过两次主要行动。第一次是发生于1916年4月的炮击雅茅斯及洛斯托夫特；它在那里曾与英国的哈里奇部队短暂交火。一个月后，它又出席了日德兰海战，并取得交战双方的首次命中。舰只于5月31日至6月1日夜间卷入了一场混战，并于午夜过后不久，遭到己方战列舰波森号的意外撞击，导致船体破开一个孔洞。海水侵入使得发动机和发电机失灵，舰只失去了动力，无法动弹。至凌晨02:00左右，一艘德国鱼雷艇将其大部分船员接走，余下的船员则于一小时后凿沉了舰只；他们搭乘舰载的独桅纵帆船逃离，后由荷兰轮船救起。